# Lucas (Colombie-Britannique)
 (février 2024).
Si vous disposez d'ouvrages ou d'articles de référence ou si vous connaissez des sites web de qualité traitant du thème abordé ici, merci de compléter l'article en donnant les références utiles à sa vérifiabilité et en les liant à la section « Notes et références ».
Pour les articles homonymes, voir Lucas.
Lucas est une municipalité située dans la province de la Colombie-Britannique, dans le centre..